# Martina Půtová
Martina Půtová, provdaná Izingová (* 28. května 1988), je druhá přeživší česká oběť útoku kyselinou a následně spoluzakladatelka projektu Burn Fighters pomáhajícího lidem s popáleninami, laureátka Ceny Olgy Havlové a hlavní hrdinka dokumentárního filmu Moje nová tvář (2023).

## Mládí
Jejím otcem je o 30 let starší Miroslav Půta, má sestru Andreu. Mimo jiné tři roky brigádnicky pracovala v plzeňské záchranné stanici živočichů. Získala zaměstnání jako manažerka v jedné z personálních agentur v Plzni, která zaměstnávala cizince. Ve volném čase kromě jiného hrála squash.

## Útok kyselinou
Dne 18. listopadu 2013, ve věku 25 let, se stala obětí útoku kyselinou. V ulici Pod Vrchem v Plzni-Lobzích po osmé hodině ráno nasedala do svého služebního vozu Fabia zaparkovaného u chodníku, když útočník přistoupil k vozidlu, otevřel dveře, chrstl jí do obličeje kyselinu a utekl. Jednalo se o koncentrovanou 33% kyselinu sírovou. Půtová byla poraněna popáleninami v oblasti obličeje, rukou a částečně i nohou, a protože v leknutí částečně polkla, dostala se jí žíravina také do trávicího traktu, částečně zasaženy byly i dýchací cesty. Kolemjdoucí lidé ji posléze polévali vodou, aby zmírnili účinky kyseliny. Záchranná služba ji převezla do plzeňské fakultní nemocnice a její stav zůstával kritický.

### Vyšetřování a léčba
V České republice poměrně ojedinělý čin vzbudil mimořádnou pozornost. Policie případ vyšetřovala jako zvláště závažný pokus o vraždu s tím, že šlo o cílený útok, a nikoli o náhodný akt. V následujících dnech vyslechla desítky svědků včetně 38letého bývalého přítele, s kterým se Půtová krátce předtím po asi dvouletém vztahu rozešla. Měsíc po útoku u něj policie provedla domovní prohlídku.
Počátkem prosince 2013 byla Půtová již ve stabilizovaném stavu převezena na popáleninové centrum pražské nemocnice Královské Vinohrady. V lednu 2014 byla odpojena od přístrojů a mohla již mluvit. V průběhu prvních osmi měsíců po útoku jí byl amputován ušní boltec a část nosu, podstoupila transplantace kůže na všech poleptaných plochách těla. Kvůli poleptání očí přišla o zrak a kvůli následkům byla v péči psychologa. Na léčbu přispěl Plzeňský kraj částkou 53 tisíc a rodina vyhlásila sbírku. Později docházela na rehabilitace a dojížděla na speciální laserové zákroky do Ostravy, pomáhala jí organizace Tyflocentrum.
V právních otázkách Martinu Půtovou a její rodinu nejpozději v červenci 2014 zastupoval advokát Jan Lego, policejní vyšetřování dozoroval státní zástupce Martin Rykl. V druhé půli srpna téhož roku policisté zatkli a obvinili z vraždy ve stadiu pokusu domnělého pachatele, plzeňského taxikáře Jana Dubského, bývalého přítele Půtové. Kvůli obavám z útěku byl držen ve vazbě. V lednu 2015 bylo vyšetřování případu uzavřeno a počátkem února podána obžaloba.

### Soudy
Dne 23. března 2015 bylo za značného mediálního zájmu zahájeno hlavní líčení u Krajského soudu v Plzni, předsedou trestního senátu byl Tomáš Bouček. Advokát oběti Lego žádal pro rodinu odškodnění ve výši 5 milionů korun, zdravotní pojišťovna nárokovala 870 tisíc korun. Obžalovaný Dubský, jehož obhajoval Vít Zahálka, svoji vinu odmítl. Půtová se líčení ze zdravotních důvodů osobně neúčastnila, její výpověď byla u soudu přehrávána ze záznamu. Stojícímu pachateli při činu neviděla do obličeje, neboť měl hlavu nad úrovní střechy auta, identifikovala však boty, které policie později našla u Dubského potřísněné kyselinou, což on vysvětlil hledáním autobaterie na vrakovišti. Podle výpovědi nemocniční sanitářky měl Dubský krátce před skutkem shánět silnou žíravinu. Dubského družka, s níž byl ve vztahu 19 let a nikdy se nerozešli, ačkoli měl mezitím i vztah s Půtovou, vypovídala ve prospěch jeho neviny. Znalecký posudek na zdravotní následky a stav Půtové vypracoval soudní lékař Miroslav Dvořák. Psycholožka Karolína Malá vypracovala odborný posudek na Dubského, podle ní vykazoval disharmonickou osobnost s dominantními narcistními rysy. Podle soudních znalců mohla být při útoku použita kyselina z autobaterie, z Dubského počítače také zjistili, že vyhledával výrazy související s kyselinou, nedokázali však s jistotou určit, zda tak činil před, nebo až po skutku. Nalezeny byly také jeho pachové stopy.
Soudní líčení bylo na dva měsíce odloženo a pokračovalo 27. května. Dubský, který byl po celou dobu držen ve vazbě, neuspěl se žádostí o propuštění. Žalobce Martin Rykl požadoval výjimečný trest odnětí svobody na 23 let a měl Dubského vinu za prokázanou na základě řetězce nepřímých důkazů. Obhájce Vít Zahálka požadoval zproštění obžaloby, neboť žádný z důkazů obžalovaného přímo neusvědčoval. Dne 28. května 2015 soud rozhodl a ve svém verdiktu vyhověl žalobci, když Dubského odsoudil na 23 let odnětí svobody ve vězení se zvýšenou ostrahou. Dále mu bylo stanoveno uhradit Půtové 870 tisíc korun, pojišťovně 830 tisíc korun za léčení a správě sociálního zabezpečení dalších více než 30 tisíc korun.
Dubský se proti rozsudku odvolal a v září téhož roku případ projednal Vrchní soud v Praze, odvolací senát vedený Michalem Hodouškem však verdikt potvrdil. Následovalo dovolání k Nejvyššímu soudu v Brně, který věc projednal na neveřejném jednání v polovině dubna 2016. Půtová u soudu opět vypovídala jen prostřednictvím videonahrávky. Nejvyšší soud dovolání odmítl, neboť podle jeho usnesení byly i nepřímé důkazy dostačující, tvořily „ve svém souhrnu logickou, ničím nenarušenou a uzavřenou soustavu“ a vyloučily možnost jiného pachatele. V červnu 2016 Dubský využil i poslední opravný prostředek a podal ústavní stížnost. Patrně v polovině října téhož roku se ve valdické věznici pokusil o sebevraždu – předávkoval se léky a byl hospitalizován na jednotce intenzivní péče interního oddělení v Jičíně. V prosinci 2016 Ústavní soud jeho stížnost zamítl.

## Život po útoku
Léčba tělesných následků útoku trvala tři roky. Martina Půtová se podle svého vyjádření postupně dozvídala, že jí některé jizvy zůstanou a ztráta zraku bude trvalá. Od počátku byla v psychologické i psychiatrické péči, brala antidepresiva. Deset měsíců po incidentu uvedla: „Mám panickou hrůzu z jízdy autem, z cizích lidí i z mužských hlasů. To, co teď prožívám, bych ani nenazvala životem.“ Léčila se s posttraumatickou stresovou poruchou, depresemi a úzkostmi. Deset let dojížděla jednou týdně na terapie. Po propuštění z nemocnice se odstěhovala zpět k rodičům, kde ji obstarávala matka.
V roce 2016 absolvovala masérský kurz a věnovala se masírování, po třech letech však kvůli neustupujícímu ekzému toto povolání opustila. Patrně v druhé polovině roku 2018 se zapojila do služby Návštěvy potmě, již posléze nahradila platforma Spolu s vámi, kdy zrakově postižení lidé navštěvují osamělé seniory.
Fotografka a dokumentaristka věnující se násilí na ženách Jarmila Štuková, která ji navštívila již na klinice během léčby, ji seznámila se Simonou Riedlovou ze Sokolova (* 1991), jež ve svých 17 letech byla popálena eletřinou ze železničních trolejí. Ženy společně v roce 2018 založily platformu Burn Fighters a ještě téhož roku se k nim přidala Karolína Dolečková (* 1998/1999), která přežila 35% popáleniny po autonehodě. V platformě se začaly věnovat sdílení zkušeností, prevenci, osvětovým přednáškám pro školy, ve spolupráci s organizací Bolíto zaměřenou na popálené děti se účastnily letních táborů.
V červnu 2020 se Martina Půtová za svou osvětovou činnost a pomoc lidem s popáleninami stala laureátkou Ceny Olgy Havlové. Při slavnostním udělení ceny 15. června v Rezidenci primátora hlavního města Prahy jí předsedkyně správní rady Výboru dobré vůle – Nadace Olgy Havlové Milena Černá a místopředsedkyně Senátu Parlamentu ČR Miluše Horská předaly bronzovou plastiku „Povzbuzení“ od sochaře Olbrama Zoubka. V červenci téhož roku ji přijal primátor Plzně Martin Baxa.
Již v roce 2015, kdy se Půtová začala vracet do pracovního procesu a rozhodla se pro masérský kurz, s ní Jarmila Štuková začala natáčet dokument a společně jej tvořily po dobu následujících asi sedmi či osmi let. Hotový snímek nazvaný Moje nová tvář měl světovou premiéru v říjnu 2023 na Mezinárodním festivalu dokumentárních filmů Ji.hlava v soutěžní sekci Česká radost, kde získal Cenu publika a v hlasování online publika skončil na druhém místě. Dne 26. října téhož roku jej společnost Falcon uvedla do kin (mezinárodně byl prezentován pod anglickým názvem Is There Any Place For Me, Please?). V březnu 2024 byl film uveden také na festivalu lidskoprávních dokumentů Jeden svět, kde rovněž získal Cenu publika. Dne 30. dubna 2024 jej premiérově odvysílala Česká televize, která se podílela na jeho výrobě.
Mezitím si Martina po dvouapůlletém vztahu 21. srpna 2021 vzala za manžela Miroslava Izinga, s nímž se znala jíž dříve v době před útokem ze squashe. V červnu 2023 porodila syna Matyáše.